# Comuna Oisu
Oisu a fost o comună (vald) din Județul Järva, Estonia. Din octombrie 2005 face parte din Comuna Türi.
1. ↑  Eesti piirkondlik statistika 2004 (în estonă), accesat în 1 aprilie 2020